# Andreea Rotaru
Andreea Dana Rotaru (tidligere Pricopi; født 20. februar 1994 i Brașov, Rumænien) er en kvindelig rumænsk håndboldspiller, der spiller for SCM Craiova i Liga Naţională og Rumæniens kvindehåndboldlandshold.
Hun blev udtaget til landstræner Adrian Vasiles trup ved VM i kvindehåndbold 2021 i Spanien, hvor det rumænske hold blev nummer 13.

## Meritter
- EHF Cup:
  - Vinder: 2018
- Universitets-VM i håndbold: 
  - Sølv: 2016